# Forte da Ponta das Almas
O Forte da Ponta das Almas localizava-se na ilha de Santa Catarina, no atual perímetro urbano de Florianópolis, no litoral do estado de Santa Catarina, no Brasil.

## História
Constituiu-se em uma fortificação temporária ou de campanha. É citada como existente ainda em 1841, embora em precárias condições, pelo Capitão-major do Corpo de Engenheiros, Patrício Antônio de Sepúlveda Everard, em Ofício ao então Presidente da Província de Santa Catarina, como abaixo:
"Ilmo. Snr. Antero José Ferreira de Brito, Brigadeiro Presidente da Província: (...) Respondendo ao officio que V. Excia. se dignou dirigir-me em data de 1º do corrente, no qual me ordenou o informe se a obra de fortificação passageira levantada na Ponta das Almas em terrenos da órfã D. Clara Augusta Silveira é indispensável, ou menos essencial à defesa desta Ilha, e que, julgando-o assim, levantei a planta do dito terreno bem como a do em que existe o Forte Lessa para serem desappropriados: devo responder a V. Excia. que considera a defesa desta Ilha puramente marítima, em pequena conta tenho os ditos fortes, construídos em crise extraordinária, e dos quaes a segunda grande despesa ainda axige para a sua conclusão - Por outra parte, o terreno em que está collocado o primeiro é de oitenta e cinco braças de frente, e valendo, quando menos 15$000 réis cada uma. Terá a Fazenda a empregar 1.300$000 réis sem proveito algum ou applicação conhecida, podendo a exemplo os proprietários dos outros de maior extensão exigirem igual medida, que lhes não poderá ser negada justamente - Parece-me por tanto mais conveniente que tirando-se dos edifícios dos mesmo forte tarimbas, cabidos e os mais utensílios aproveitáveis, se proponha a compra dos ditos edifícios ao proprietário dos terrenos, ficando na convicção que, de qualquer modo que s'uttilise este negócio. Sempre será mais conveniente à Fazenda Pública do que a desapropriação dos terrenos com impate de fundos de que tanto carecemos para estas applicações. He o meu parecer, mas se não merecer aprovação de V. Excia. passarei a levantar as plantas como V. Excia. ordena - Deus guarde a V. Excia. muitos annos. Cidade do Desterro, 3 de março de 1841. (ass.:) Patrício Antônio de Sepúlveda Everard, Major d'Engenheiros." (Livro dos Engenheiros nº 192, citado por SOUZA, 1991:52-53)
Estrutura atualmente desaparecida, os autores se dividem quanto à sua exata localização, dando-a como:
- na região da Lagoa da Conceição, na localidade hoje denominada como Ponta das Almas; ou
- afirmando que se trata na realidade da mesma Bateria de José Mendes.

Em favor da segunda alternativa, o estudioso Virgílio Várzea afirma ter existido, na localidade de José Mendes, próximo ao Centro histórico de Florianópolis, a toponímia "Ponta das Almas".
Não foram localizadas informações complementares sobre essa estrutura, sendo lícito supor que, no contexto da Revolução Farroupilha (1835-1845), tenha tido destino semelhante ao do Forte de São Francisco Xavier da Praia de Fora e ao do Forte de São Luís da Praia de Fora, ambos na antiga praia de Fora, vendidos em hasta pública no mesmo período, entre os anos de 1839 e 1841, e demolidos.